# Economia d'Algèria

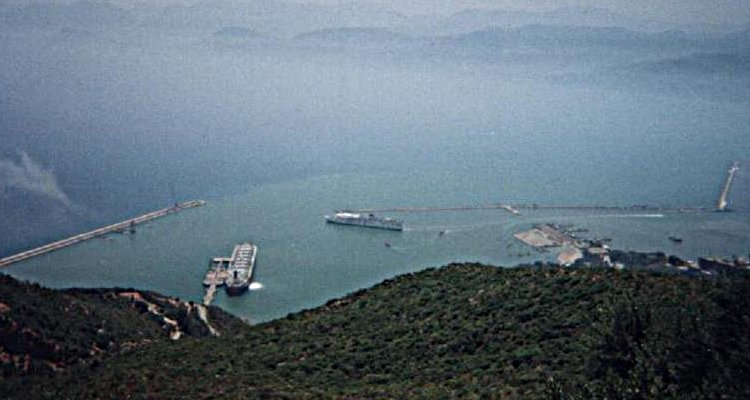
El port de Béjaïa.

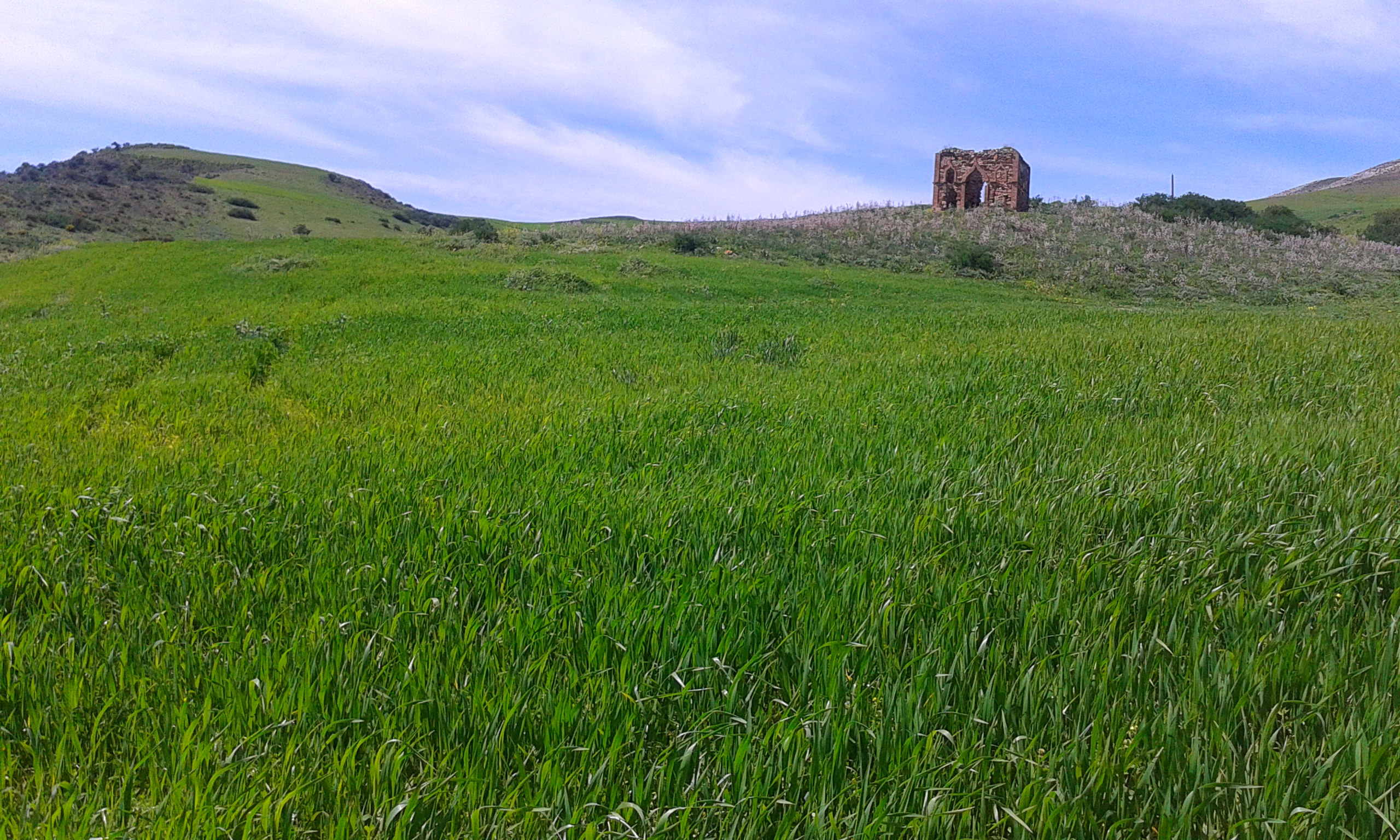
Camps de blat, Guelma, Algeria

L'economia d'Algèria ha estat en bona part dominada per l'Estat, tot i que liberalització gradual des de mitjan dècada de 1990 ha obert l'economia a actors privats domèstics i estrangers.
Els hidrocarburs són el principal producte de l'economia, representant més o menys 60% dels ingressos, el 30% del producte interior brut, i més del 95% d'ingressos d'exportancions. Algèria té el cinquenes reserves més grans de gas natural del món i és el quart exportador de gas. El país ocupa el 15è lloc pel que fa a reserves de petroli. La debilitat global dels preus d'hidrocarbur el 2009 va contribuir a un descens del 40% en ingressos, tot i que el govern va continuar gaudint d'un suport financer de gairebé 150 bilions de dòlars en reserves de moneda estrangera, i un fons d'estabilització gran. El deute extern d'Algèria és poc més de l'1% del PIB.
Els esforços del govern per diversificar l'economia i atreure inversió estrangera i domèstica a fora del sector energètic, tanmateix, ha tingut poc èxit en reduir l'alta taxa d'atur i millorar els estàndards de vida. Una Llei de Finança Complementària, sancionada el juliol, va imposar fortes restriccions en importacions i requeria que importadors i inversors estrangers mantinguessin com a mínim 51% participació de propietat a socis algerians. La corrupció i resistència burocràtica dificulten el desenvolupament del sector bancari, la construcció d'infraestructura i altres reformes estructurals.